# Udit Narayan
Udit Narayan Jha, (1 de diciembre de 1960 en Saptari District, Nepal), Nepalí: उदित नारायण झा), es un cantante nepalí, intérprete de temas musicales cantados en lenguas hindi, urdu, nepalí, bhojpuri, sindhi, tamil, telugu, malayalam, Canarés, Oriya, Assamese, Maithili y bengalí. Narayan ha interpretado temas musicales en 26 idiomas diferentes. Ha sido nominado a varias Premiaciones nacionales de Cine, siendo ganador de cinco premios Filmfare. En 2009, fue galardonado con un reconocimiento denominado Padma Shri, por el Gobierno de la India.

## Filmografía
- 1980: Unees Bees
- 1988: Qayamat Se Qayamat Tak
- 1995: Dilwale Dulhania Le Jayenge - Musique: Jatin Lalit - Paroles: Anand Bakshi
- 1996: Raja Hindustani
- 1998: Dil Se - Musique: A.R. Rahman
- 1999: Taal - Musique: A.R. Rahman - Paroles: Anand Bakshi
- 2000: Kya Kehna - Musique: Rajesh Roshan - Paroles: Majrooh Sultanpuri
- 2000: Har Dil Jo Pyar Karega... - Musique: Anu Malik - Paroles: Sameer
- 2000: Fiza
- 2001: Chori Chori Chupke Chupke - Musique: Anu Malik - Paroles: Sameer
- 2001: Lagaan - Musique: A.R. Rahman
- 2001: La famille indienne (Kabhi Khushi Kabhie Gham) - Musique: Jatin Pandit, Lalit Pandit, Sandesh Shandilya, Adesh Shrivastava
- 2001: Dil Chahta Hai - Musique: Shankar Mahadevan, Ehsaan Noorani et Loy Mendonsa - Paroles: Javed Akhtar
- 2003: New-York Masala(Kal Ho Naa Ho) - Musique: Shankar Mahadevan, Ehsaan Noorani et Loy Mendonsa
- 2004: Veer-Zaara - Musique: Madan Mohan et Sanjeev Kholi
- 2006: Don - Musique: Shankar Mahadevan, Ehsaan Noorani et Loy Mendonsa

## Temas musicales
- Log Jahan Par Rahte Hain - Pyar Ka Mandir (1988)
- Oaa Oaa - Tridev (1989)
- Mera Dil Tere Liye Dhadakta Hai-Aashiqui (1990)
- Jadoo teri nazar-Darr (1993)
- Tu mere samne-Darr( 1993)
- Phoolo sa chera tera-Anari (1993)
- Tu cheez badi hai mast mast-Mohra (1994)
- Ruk Ja O Dil Deewane - Dilwale Dulhania Le Jayenge (1995)
- Mehndi lage ke rakhna-Dilwale Dulhania Le Jayenge(1995)
- Hogya hai tujko to pyar sajna-Dilwale Dulhania Le Jayenge (1995)
- Raja Ko Rani Se Pyar Ho Gaya - Akele Hum Akele Tum (1995)
- Kya Kare Kya Na Kare - Rangeela (1995)
- Pardesi Pardesi - Raja Hindustani (1996)
- Aaye Ho Mere Zindagi Mein - Raja Hindustani (1996)
- Ho Nahin Sakta - Diljale (1996)
- Meri Sason Mein Basa Hai - Aur Pyar Ho Gaya (1996)
- Ghar Se Nikalte Hi - Papa Kehte Hai (1996)
- Jadoo Bhari Aankhon Wali Suno - Dastak (1996)
- Dil To Pagal Hai - Dil To Pagal Hai (1997)
- Are Re Are - Dil To Pagal Hai (1997)
- Bholi Si Surat - Dil To Pagal Hai (1997)
- Dholna - Dil To Pagal Hai (1997)
- Mere Mehboob Mere Sanam - Duplicate (1998)
- Ae Ajnabi - Dil Se (1998)
- Kuch Kuch Hota Hai - Kuch Kuch Hota Hai (1998)
- Koi Mil Gaya - Kuch Kuch Hota Hai (1998)
- Yeh ladka hai deewana - Kuch Kuch Hota Hai (1998)
- Chand Chupa - Hum Dil De Chuke Sanam (1999)
- Taal Se Taal Mila - Taal (1999)
- Chaha Hai Tujko - Mann (1999)
- Mera Mann - Mann (1999)
- NASHA YEH - Mann (1999)
- Kaho Na Pyar Hai - Kaho Na Pyar Hai (2000)
- Dil Ne Yeh Kaha Hai Dil Se - Dhadkan (2000)
- Aaja Mahiya - Fiza (2000)
- Mitwaa - Lagaan (2001)
- O Rey Chhori - Lagaan (2001)
- Radha Kaise Na Jale - Lagaan (2001)
- Udhja Kaale Kawwa - Gadar (2001)
- Jaane Kyon - Dil Chahta Hai (2001)
- Woh Chand Jaisi Ladki - Devdas (2002)
- Tere Naam - Tere Naam (2003)
- Koi Mil Gaya - Koi Mil Gaya (2003)
- Idhar Chala Main Udhar Chala - Koi Mil Gaya (2003)
- Main Yahan Hoon - Veer-Zaara (2004)
- Aisa des hai mera -Veer-Zaara (2004)
- Yeh hum aa gaye hai kahan - Veer-Zaara (2004)
- Yeh Tara Woh Tara - Swades (2004)
- Theenana Moonana Kanana - Desam(2004) (Tamil)
- Khaike paan banaraswala - Don - The Chase Begins Again (2006)
- Mujhe Haq hai - Vivah (2006)
- Milan abhi aadha adhoora - Vivah(2006)
- Kunidu Kunidu Bare - Mungaru Male(2006) Kannada
- Sahana - Sivaji: The Boss (2007) Tamil
- Do U Wanna Partner - Partner (2007)
- Do bichaare bina sahare - Victoria No.203 (2007)
- Deewangi Deewangi - Om Shanti Om (2007)
- Yengeyo Partha - Yaaradi Nee Mohini (2007) Tamil
- Nenjay Kasaki - Yaaradi Nee Mohini (2007) Tamil

## Premios
Il a remporté cinq Filmfare Awards:
- 1988: pour la chanson "Papa Kehte Hain" du film Qayamat Se Qayamat Tak.
- 1995: pour la chanson "Mehndi Laga Ke Rakhna" du film Dilwale Dulhania Le Jayenge.
- 1996: pour la chanson "Pardesi Pardesi" du film Raja Hindustani.
- 2000: pour la chanson "Chand Chupa Badal" du film Hum Dil De Chuke Sanam.
- 2002: pour la chanson "Mitwa" du film Lagaan.